# سيمون هالسي
سيمون هالسي (بالإنجليزية: Simon Halsey)‏ هو أستاذ جامعي بريطاني، ولد في 8 مارس 1958 في لندن الكبرى في المملكة المتحدة.

## وصلات خارجية
- سيمون هالسي على موقع IMDb (الإنجليزية)
- سيمون هالسي على موقع ميوزك برينز (الإنجليزية)
- سيمون هالسي على موقع أول ميوزيك (الإنجليزية)
- سيمون هالسي على موقع ديسكوغز (الإنجليزية)